# Northumberland
|  | Per a altres significats, vegeu «Northumberland (desambiguació)». |

Northumberland és un comtat del nord-est d'Anglaterra. Limita amb els comtats de Cumbria a l'oest, Durham al sud i Tyne i Wear al sud-est, així com la regió escocesa de Borders al nord.

## Demografia

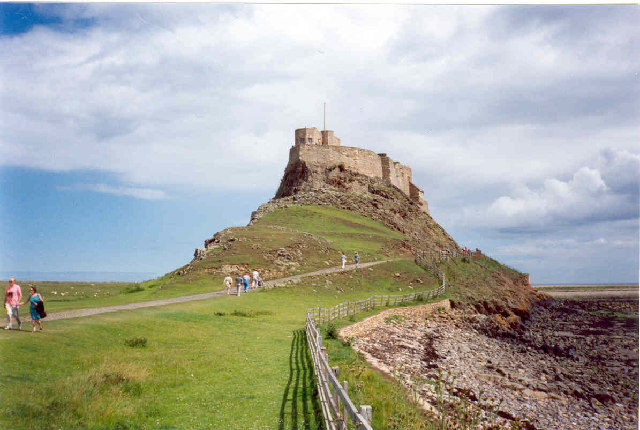
L'illa de Lindisfarne

El cens del 2001 registrà 307,190 habitants al comtat, i era estimat com a 309,237 al 2003. El 2001 hi havia 130,780 habitatges. Northumberland té un índex de minories ètniques molt baix, només 0.985%, comparat amb el 9,1% del conjunt d'Anglaterra. 81% de la població digueren que eren cristians, 0,8% digueren una altra religió, i 12% digueren cap religió.

## Lligams tradicionals

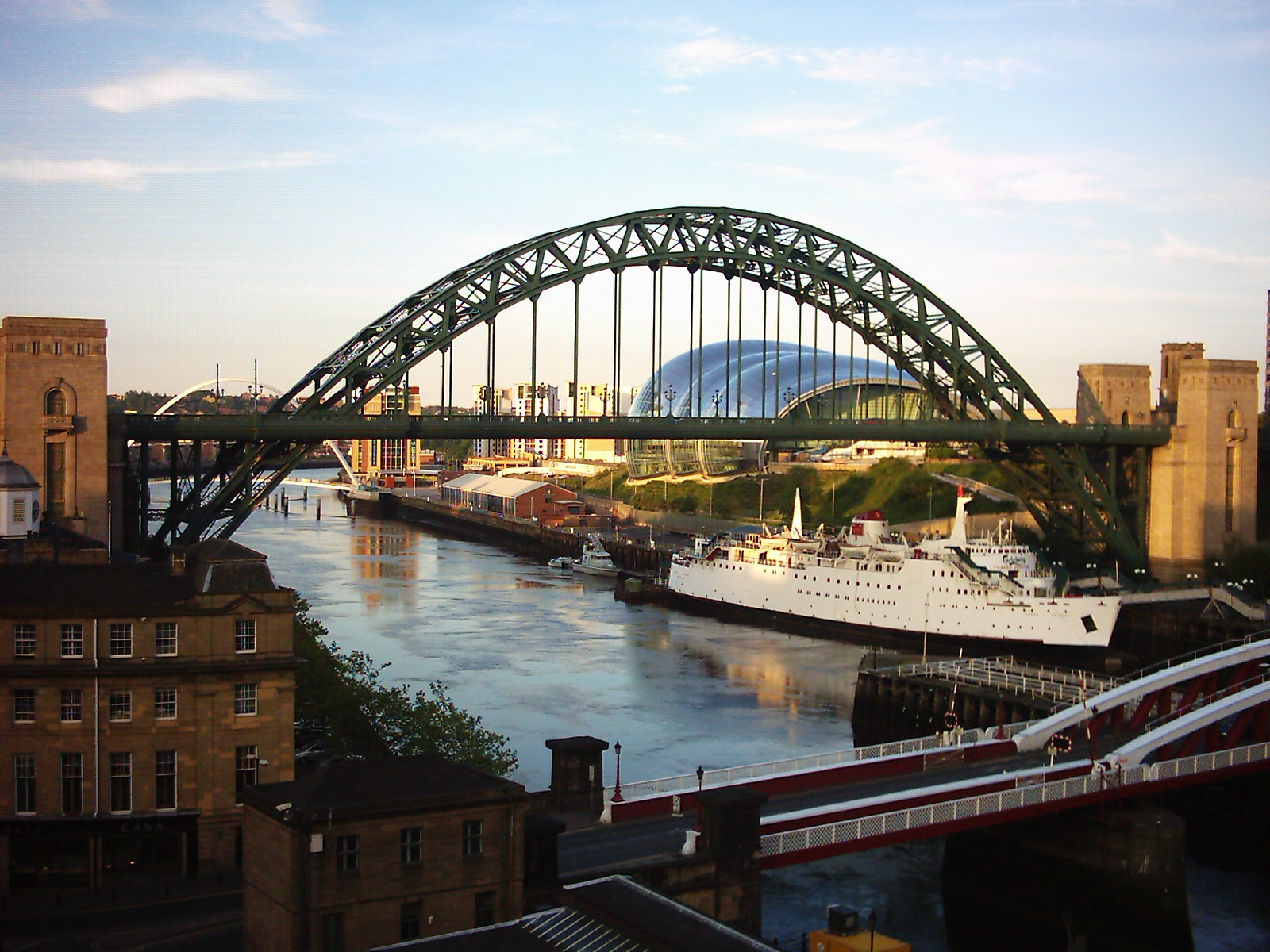
Newcastle-upon-Tyne, capital històrica del comtat.

El seu nom prové de l'antic Regne de Northumbria, que originava al nord del riu Humber i s'estenia fins a Escòcia. Encara que amb el temps, el sud d'aquest regne passava a tenir un caràcter i comtat històric propi, el de Yorkshire, el nord mantenia una forta cohesió cultural al voltant de la ciutat costanera de Newcastle-upon-Tyne i el dialecte propi, el Geordie; això malgrat la creació de dues demarcacions primitives de Northumbria i County Durham. Sobretot però, ha sigut aquest comtat que considera la ciutat de Newcastle-upon-Tyne com a capital, gràcies al desembocament natural de les valls del comtat a la ciutat. Però des de la reorganització administrativa del 1974 aquesta se separà del comtat per formar el comtat de Tyne and Wear. Aquest darrer, per poca extensió geogràfica que tinga, alberga la gran majoria de la població de l'antic comtat, amb una població de 1,118,713 (estimació el 2014), gairebé tres voltes la de l'actual comtat de Northumberland. Aleshores en fou nomenat capital la vila de Morpeth, molt menys populosa però més representativa d'un comtat que ja sense la seua zona metropolitana té un marcat caràcter rural.

## Geografia

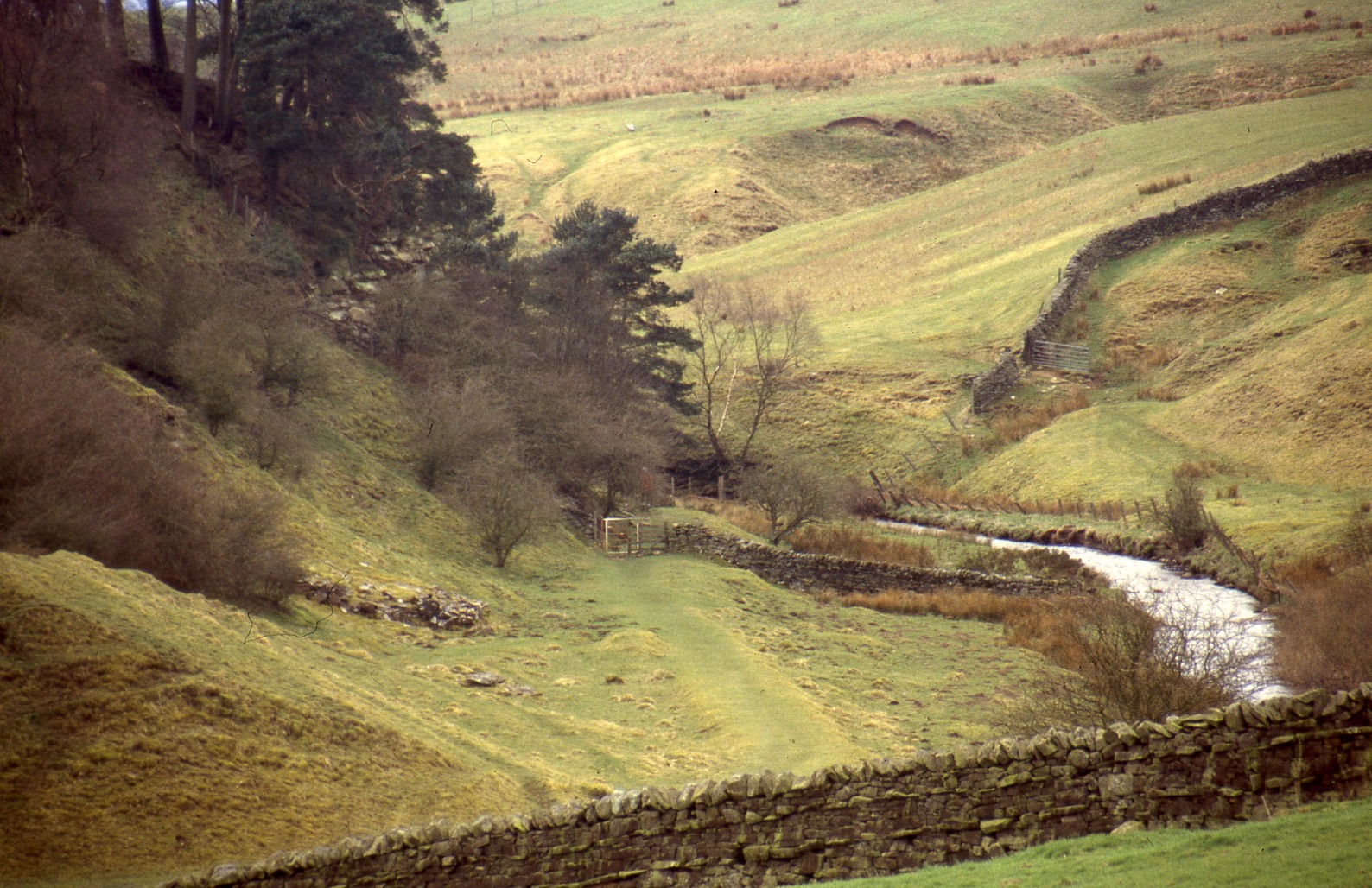
Wark's burn, a la vall del Tyne.

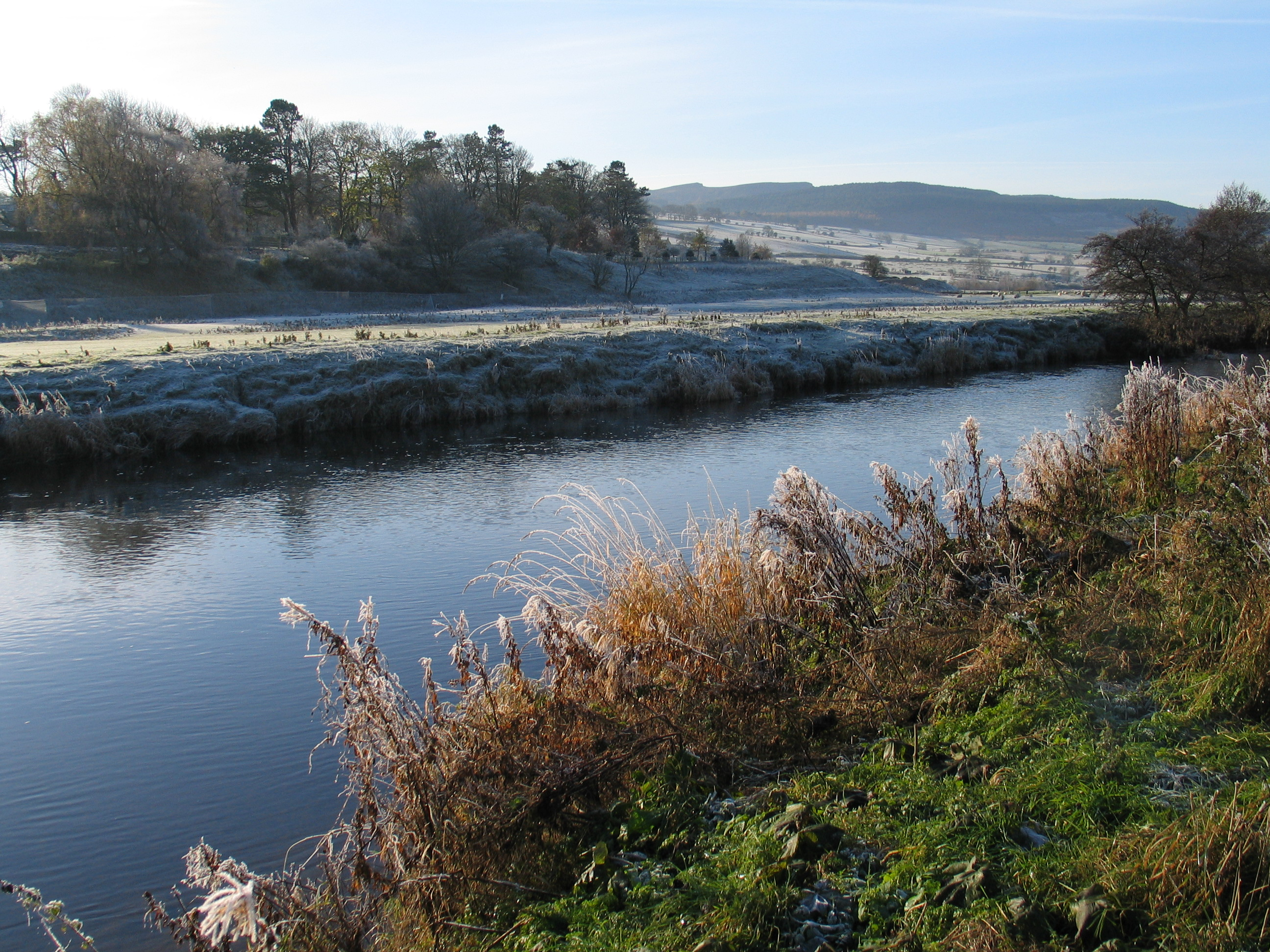
Riu Coquet a Rothbury.

Es considera Northumberland com un dels darrers reductes de l'Anglaterra salvatge i rural, amb una orografia abrupta i dominada per la selva de Wark, que cobreix més d'un quart del comtat, i que és el centre d'un parc nacional anomenat Northumberland National Park. La frontera amb Escòcia és en realitat poc més que la continuació d'una serralada de baixa altitud, els Cheviott, que arriben a ocupar quasi tot el comtat i li donen un caire muntanyenc i aïllat. Malgrat tot, la costa, relativament més plana, i la vall del principal riu, el Tyne, concentra una població significant si bé centrada sempre al voltant de Newcastle. Les línies de ferrocarril situades en aquests dos eixos han creat una dinàmica de pobles residencials en què una part significant del poble treballa a la ciutat. Només les viles de Hexham, Prudhoe i Morpeth poden considerar-se pols econòmics. D'altres rius significants del comtat són el Coquet i el Tweed.

## Història

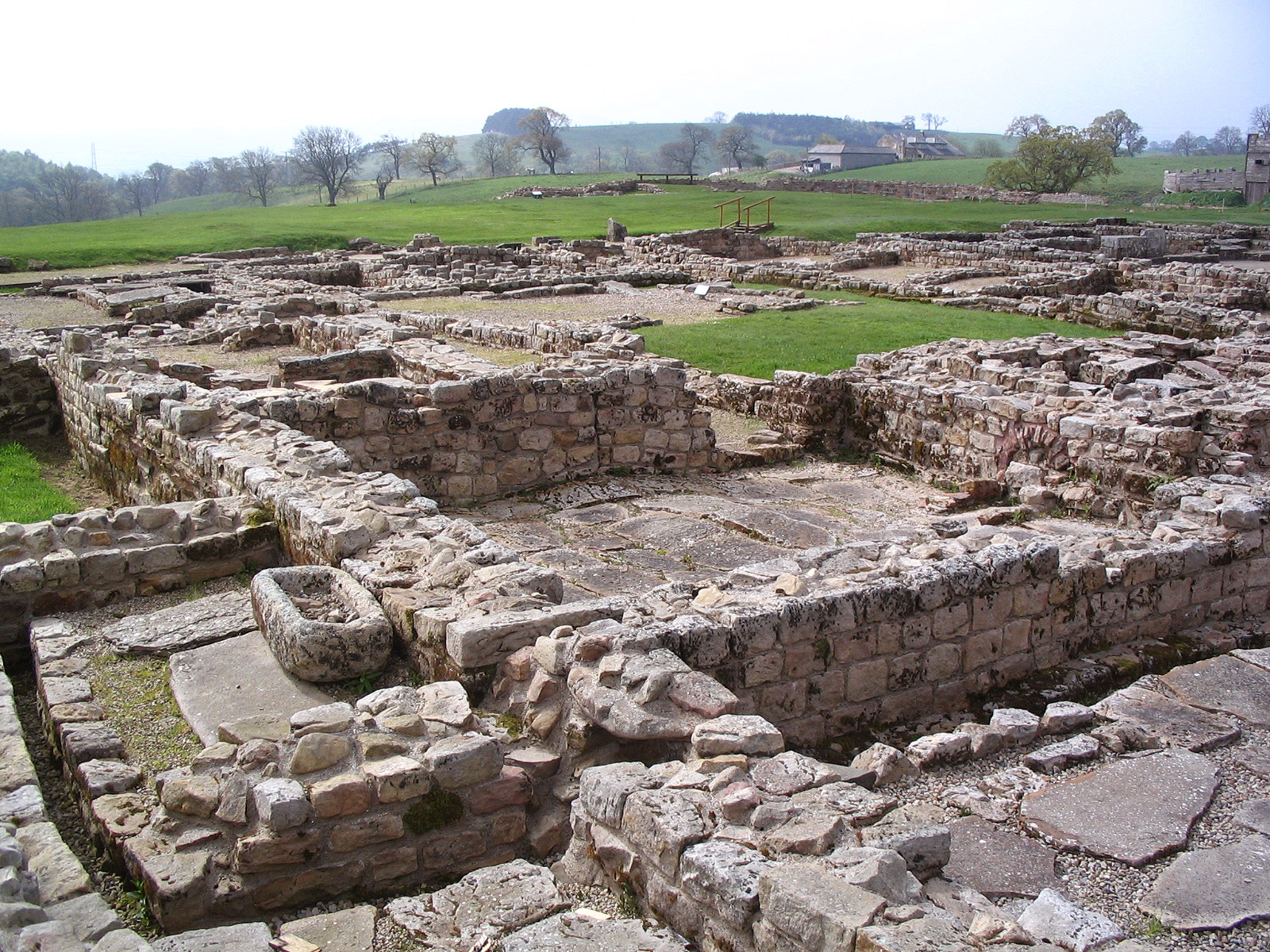
Restes del castell de Vindolanda a la Muralla d'Hadrià.

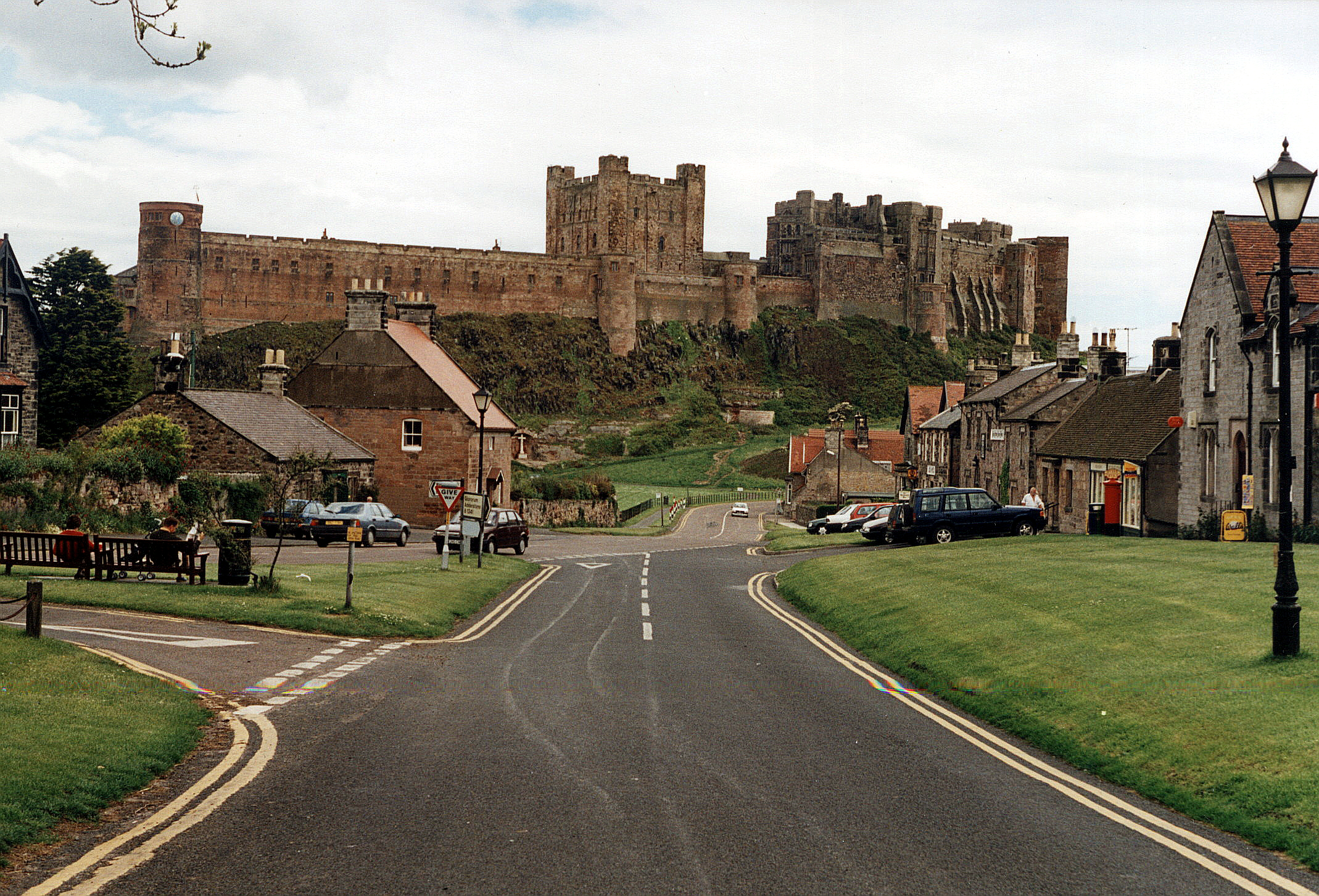
Castell de Bamburgh

La història del comtat és visible a tothom. A canvi amb altres llocs on el progrés ha esborrat les petjades dels avantpassats, a Northumbria sobreviuen moltíssims castells medievals, masies centenaries, i vestigis romans. La major joia és la Muralla d'Hadrià, una muralla defensiva que creua el comtat de l'est a l'oest just al nord del riu Tyne, i també passa per Cumbria. Mentrestant els castells d'Alnwick, Prudhoe, Morpeth i Bamburgh i molts més són una mostra impressionant d'una zona que històricament era molt conflictiva.
Cal destacar la importància de l'Illa Santa, també coneguda com a Lindisfarne, que acollí la primera colònia de monjos de les illes britàniques i que encara manté intacte la primera bíblia escrita a les illes, anomenada en anglès Lindisfarne Bible.
Cal ressenyar que aquestes terres foren frontereres des dels dies dels romans, i despuntà per ser un dels llocs de major conflicte social entre els escocesos i anglesos, tot i que no fou fins a l'acte d'unió el 1707 que podem dir definitivament que fos part d'Anglaterra. Durant molt dels segles XV, XVI i XVII, el comtat fou un afegitó amb poca població que sobrevivia de la ramaderia. La proximitat amb els escocesos dona lloc a dos segles de pirateria i guerres entre famílies en què famílies dels dos costats anaven a assetjar i robar a les masies dels veïns. Aquest fet feu que les masies de la zona sovint tenen un aspecte feixuc, amb una estructura defensiva on el bestiar vivia a baix i s'accedia a l'habitatge a través d'unes escales que es podria retirar en cas d'atac. Aquestes famílies, amb noms molt coneguts a la zona, eren anomenades border reivers (del mot de l'anglès mitjà reiver, avui dia dit robber o raider; és a dir, 'pirates de la frontera').
Fou amb la Revolució Industrial i el descobriment del carbó a Northumberland que canvià un model econòmic ramader que tanmateix ha sobreviscut. La indústria del carbó impulsà una nova població i nous pobles de miners, especialment a la vall de Tyne. Un segle i mig després però, la majoria de les mines són tancades i malgrat un Newcastle significativament més jove i renovat culturalment, el comtat continua perdent població cap a les grans urbs. És el sisè pitjor de 63 comtats pel que fa a l'economia. Al 2003 23% dels homes i 60% de les dones guanyaven menys del "mínim decent", segons el Consell d'Europa. Mentrestant, molt del comtat ha esdevingut un lloc de retir per a gent cansada de la vida a la ciutat, constituint així una mena de turisme residencial a Northumberland.